# Kieksiäisberg
De Kieksiäisberg, Zweeds – Fins: Kieksiäisvaara, is een heuvel in het noorden van Zweden. De heuvel ligt in de  gemeente Pajala ten noorden van het dorp Kieksiäisvaara dat naar de heuvel is genoemd en twaalf kilometer ten noorden van het punt waar de Muonio in de Torne uitkomt. Muonio en Torne zijn daar de grens tussen Zweden en Finland.